# Municipio de Shannon (condado de Pottawatomie)
El municipio de Shannon (en inglés: Shannon Township) es un municipio ubicado en el condado de Pottawatomie en el estado estadounidense de Kansas. En el año 2010 tenía una población de 270 habitantes y una densidad poblacional de 2,6 personas por km².

## Geografía
El municipio de Shannon se encuentra ubicado en las coordenadas 39°25′56″N 96°31′46″O / 39.43222, -96.52944. Según la Oficina del Censo de los Estados Unidos, el municipio tiene una superficie total de 103.67 km², de la cual 103,39 km² corresponden a tierra firme y (0,27 %) 0,28 km² es agua.

## Demografía
Según el censo de 2010, había 270 personas residiendo en el municipio de Shannon. La densidad de población era de 2,6 hab./km². De los 270 habitantes, el municipio de Shannon estaba compuesto por el 97,78 % blancos, el 0,37 % eran afroamericanos, el 0,74 % eran amerindios y el 1,11 % eran de una mezcla de razas. Del total de la población el 1,11 % eran hispanos o latinos de cualquier raza.